# Sir Winston Churchill (Schiff)
Die Sir Winston Churchill ist ein ehemaliges Segelschulschiff, das 1966 in Hessle, Yorkshire von Richard Dunston Ltd. gebaut wurde. Sie wurde im Jahr 2000 verkauft und dient derzeit als private Yacht.

## Geschichte

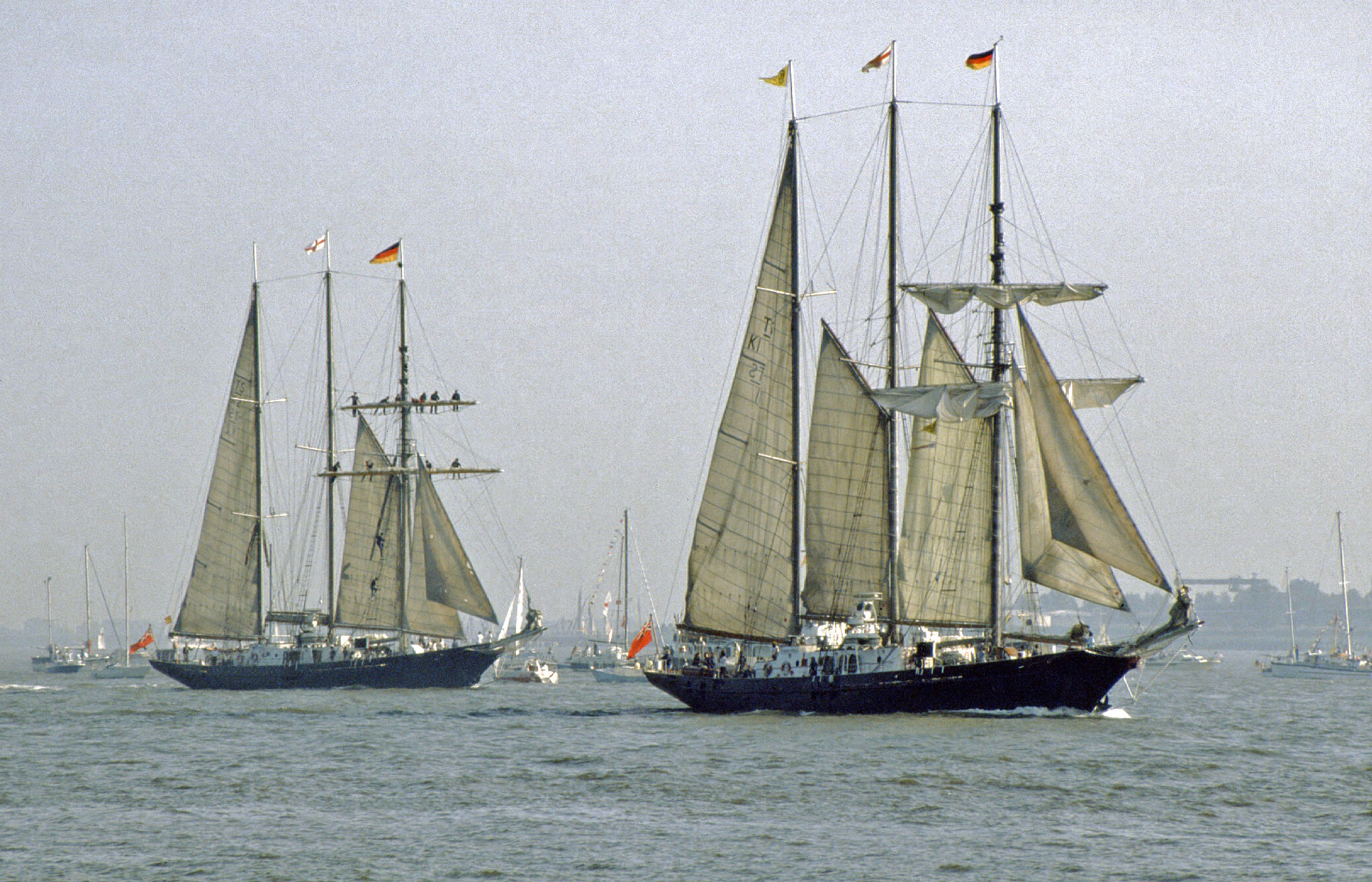
Sir Winston Churchill und Malcolm Miller bei der Sail'86 in Bremerhaven

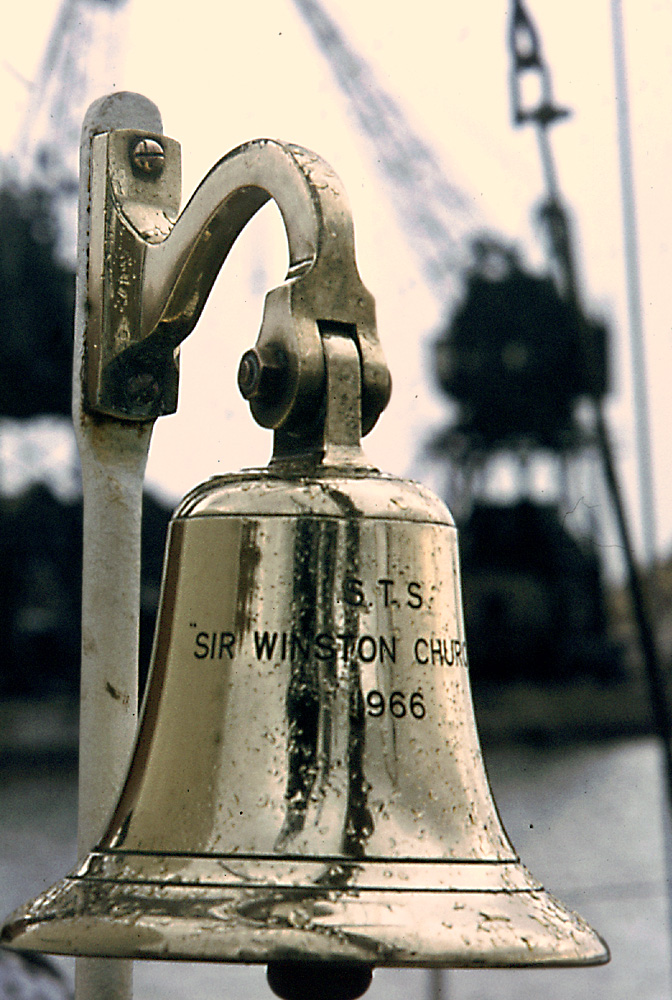
Schiffsglocke

Die Sir Winston Churchill wurde von Camper & Nicholson entworfen und 1966 gebaut, um am Tall Ships’ Race teilzunehmen. Der Schirmherr des Projektes war Philip Mountbatten, Duke of Edinburgh. Der Bau des Schiffes wurde teilweise mit öffentlich gesammelten Geldern finanziert und die Sail Training Association brachte etwa die Hälfte der benötigten Summe auf. Das Schiff wurde nach Winston Churchill, dem zweimaligen Premierministers des Vereinigten Königreichs benannt; Churchill war im Jahr vor dem Bau des Schiffes verstorben. Die Takelage war absichtlich so entworfen, dass alle wichtigen Segeltypen gesetzt werden konnten. Ein Schwesterschiff, die Malcolm Miller wurde 1968 vom Stapel gelassen. Die beiden Schiffe unterschieden sich vor allem durch die Kabinentüren. Diese waren bei der Sir Winston Churchill oben halbrund und bei der Malcolm Miller rechtwinklig.
Die Sir Winston Churchill nahm am 1972 stattfindenden Tall Ships’ Race mit einer reinen Frauenmannschaft teil. 1976 beteiligte sich das Schiff an einer Trans-Atlantik-Regatta, die aus Anlass der Zweihundertjahrfeier der Unabhängigkeitserklärung der Vereinigten Staaten stattfand. Als Segelschulschiff wurde die Sir Winston Churchill im Jahr 2000 durch die Prince William ersetzt und von ihrem damaligen Eigentümer, dem Tall Ships Youth Trust verkauft. Die letzte Fahrt für die Stiftung endete am 2. Dezember 2000 in Portsmouth.
Die Sir Winston Churchill wurde an ein Unternehmen mit Sitz auf der Isle of Man verkauft. Sie diente zunächst weiterhin als Segelschulschiff, allerdings mit nur 20 Kadetten statt bisher 38. Das Schiff wurde vollständig neu ausgestattet und 2002 erhielt das Schiff zwei neue Dieselmotoren von Iveco, mit denen die bisherigen Motoren vom Typ Ford Mermaid ersetzt wurden.